# Grosseto
Grosseto là một đô thị (comune) và thành phố tỉnh lỵ tỉnh Grosseto, vùng Toscana của Ý. Đô thị Grosseto có diện tích km2, dân số thời điểm 31 tháng 5 năm 2005 là 75.702 người.
Grosseto có các đơn vị dân cư sau: frazioni Marina di Grosseto, đơn vị lớn nhất, Roselle, Principina a Mare, Principina Terra, Montepescali, Braccagni, Istia d'Ombrone, Batignano, Alberese và Rispescia.
Grosseto giáp với các đô thị:
Grosseto có cự ly 14 km so với biển Tyrrhenia ở Maremma tại một trung tâm đồng bằng phù sa bên sông Ombrone. Nó là thành phố đông dân nhất ở Maremma.